# Всемирное семенохранилище
Всемирное семенохранилище на Шпицбергене (норв. Svalbard Globale frøhvelv) — туннель-хранилище на острове Шпицберген, в который помещаются для безопасного хранения образцы семян основных сельскохозяйственных культур. Находится на глубине 130 метров.

## История вопроса
Первая в истории коллекция семян научно-прикладного назначения была создана в 1920-х годах советским ботаником Н. И. Вавиловым в пригороде Ленинграда. В годы Холодной войны семенные банки, устроенные по советской системе, начали появляться по всему миру. Так, США заложили банк в Форт-Коллинсе (штат Колорадо).
Строительство всемирного банка-семенохранилища для сохранения посадочного материала всех сельскохозяйственных растений, существующих в мире, началось в 2006 году. Проект осуществлялся на средства Норвегии и стоил ей 9 млн долларов. Хранилище было построено в 2008 году. Текущие затраты проекта также финансирует организация Global Crop Diversity Trust, созданная Продовольственной и сельскохозяйственной организацией ООН и межправительственной организацией CGIAR, действующими через организацию Bioversity International. В проекте также участвует организация Nordic Genetic Resource Center.

## Описание

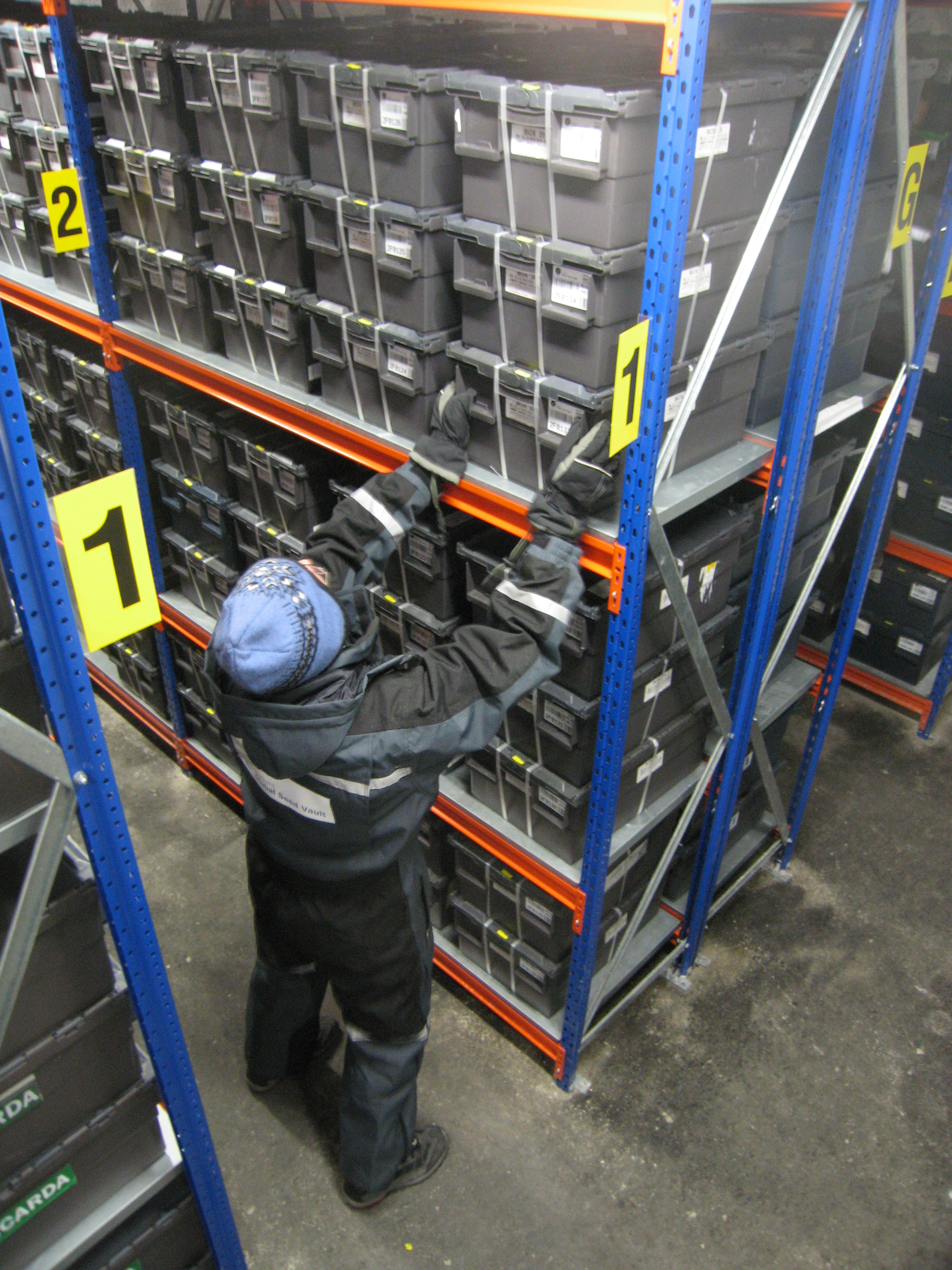
Контейнеры с семенами в хранилище

Собственный отсек в этом банке растений получила каждая страна. Задача такого хранилища семян — не допустить их уничтожения в результате возможных глобальных катастроф, таких как падение астероида, ядерная война или глобальное потепление. Места внутри достаточно для 4,5 млн образцов семян.
Хранилище находится на 120-метровой глубине на высоте 130 м над уровнем моря в посёлке Лонгйир. Банк оборудован взрывобезопасными дверьми и шлюзовыми камерами. Сохранность материалов обеспечивают холодильные установки, способные работать на местном угле, а также вечная мерзлота. Даже если оборудование выйдет из строя, должно пройти, по крайней мере, несколько недель до повышения температуры на 3 °C. Семена помещены в запечатанные конверты, которые, в свою очередь, упакованы в пластиковые четырёхслойные пакеты, которые помещены в контейнеры, стоящие на металлических полках. Низкая температура (−18 °C) и ограниченный доступ кислорода должны обеспечить низкую метаболическую активность и замедлить старение семян.
Хранилище позволяет хранить до 2,25 млрд семян. По состоянию на 2020 год из трех залов используется только один. Всего по состоянию на 2020 год в хранилище находится более 900 тысяч семян.
Шпицберген был выбран для банка-хранилища семян из-за вечной мерзлоты и небольшой тектонической активности в районе архипелага.

## Использование семян
Взять дубликаты семян из Всемирного семенохранилища можно только, если хранящиеся в оригинальных фондах семена будут потеряны. В 2015 году из Всемирного семенохранилища взяли семена по просьбе Международного центра сельскохозяйственных исследований в засушливых районах, который находился в районе Алеппо и потерял часть своей коллекции из-за боевых действий. Работа со взятыми семенами проводилась в Марокко и Ливане. К 2020 году часть взятых семян была возвращена во Всемирное семенохранилище.